# Mitteralm (Hochschwabgruppe)
Die Mitteralm (auch: Mitteralpe) ist ein Gebirgsstock der Hochschwabgruppe in der Steiermark.

## Lage und Umgebung
Die Mitteralm ist ein karstiges Plateau rund fünf Kilometer südöstlich des für die Gruppe namensgebenden Hochschwabs. Das Plateau hat einen annähernd dreieckigen Grundriss mit einer ungefähren Kantenlänge von 2 km an der Westseite, 3 km an der Nordseite und 4 km an der Südostseite. Es fällt fast überall sehr steil bis senkrecht ab. Westlich unterhalb des Plateaus befindet sich die Fölzalm, ein auf rund 1500 Höhenmetern gelegener Talkessel, der nach Süden in ein Tal namens Fölzboden bzw. die Fölzklamm abfällt. Am nördlichen Ende der Fölzalm, unterhalb der Nordwestecke des Mitteralmplateaus, bildet der Fölzsattel (1626 m) einen Übergang zur Dullwitz, einem schroffen Tal, das die Mitteralm im Norden begrenzt. Am östlichen Ende von Dullwitz und Mitteralm liegt die Ortschaft Seewiesen. An der Südostseite der Mitteralm ermöglicht der Zlackensattel (ca. 1740 m) einen einfachen Übergang zum Höchstein (1741 m) und von dort weiter nach Süden zur trouristisch gut erschlossenen Aflenzer Bürgeralm. Der Zlackensattel bildet den Talschluss des Endriegelgrabens, der sich unterhalb der Südostwand der Mitteralm zur sogenannten Fölz zieht.
Obwohl der Begriff „Alm“ dies nahelegt, wird die Mitteralm nicht landwirtschaftlich genutzt. Die Hochfläche gehört vollständig zur Gemeinde Aflenz, an der Abbruchkante verläuft die Grenze zu den Gemeinden Thörl und Turnau.

### Gipfel
Durch ihre Plateauform hat die Mitteralm keine besonders ausgeprägten Gipfel, jedoch ist eine Reihe von Vorsprüngen und anderen Punkten, die vom Tal aus markant wirken, benannt. Sie liegen folglich alle an den Kanten des Plateaus. Die in manchen Karten auftauchende Benennung einer ungefähr in der Plateaumitte liegenden Erhebung als Irankogel (1967 m) scheint erst vor wenigen Jahren erfolgt zu sein, der Name taucht in den offiziellen Kartenwerken (GIS-Steiermark, ÖK 50) nicht auf.
- Hofertalturm (1883 m), Felszinne in der Nordwand des Plateaus
- Kampl (1990 m), höchste Erhebung der Mitteralm, an der Nordkante.
- Feistringturm (1826 m); Kleiner (1710 m) und Großer Feistringstein (1836 m), bilden die weit vorspringende Ostecke des Plateaus.
- Mitteralmkogel (1881 m), an der Südostkante des Plateaus.
- Mitteralmturm (1709 m), südlicher Eckpunkt der Mitteralm, oberhalb des Fölzbodens.
- Schartenspitze (1747 m), markant vorspringender Grat am Übergang zwischen Fölzboden und Fölzalm.
- Kleiner Winkelkogel (1918 m), Erhebung oberhalb der Schartenspitze.
- Großer Winkelkogel (1957 m), an der Westkante des Plateaus.

## Geologie und Geomorphologie

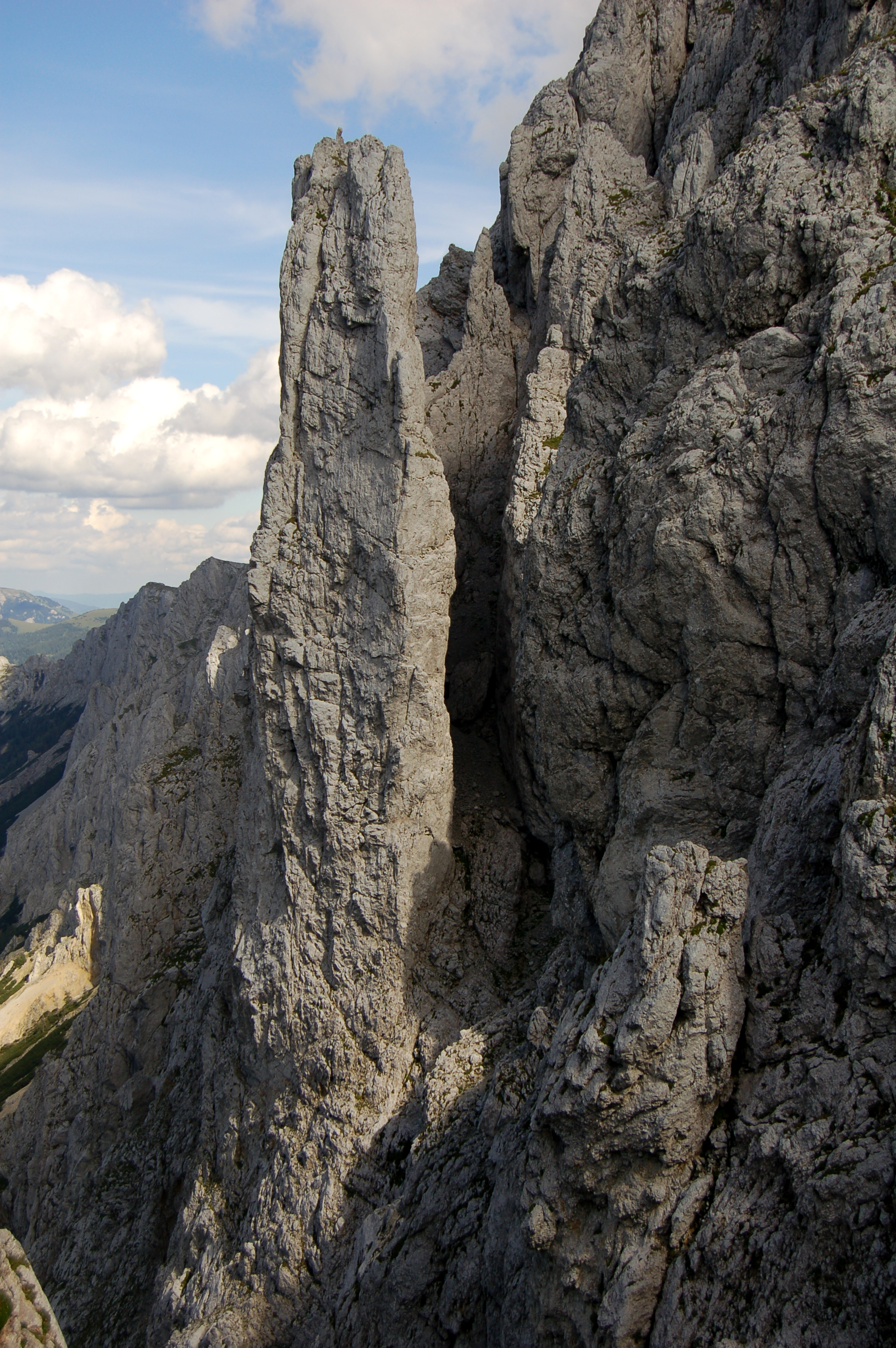
Die Verwitterung des Kalksteins schafft Herausforderungen für Kletterer. Hofertalturm in der Nordwand der Mitteralm

Die Mitteralm ist ein Kalkstock, der Dachsteinkalk, aus dem sie besteht, ist der emporgehobene Rest eines Riffs aus dem Urmeer Tethys. Derartige Hochflächen sind für das Hochschwabgebiet typisch, sie wurden bei der Entstehung der Alpen im Miozän emporgehoben. Sie sind nur gering glazial überformt, weisen in sich meist ein sanft gewelltes Relief auf, an ihren Rändern brechen sie zu den umgebenden Tälern hin jedoch in schroffen Steilwänden ab. Die Mitteralm kann in diesem Sinne als eine Fortsetzung der westlich gelegenen Karlalm (rund um den Karlhochkogel) betrachtet werden. Der Riffkalk erreicht am Karlhochkogel eine Mächtigkeit zwischen 200 und 300 m. Von der überlagernden Lagune sind dort etwa 50 m erhalten, die Hauptmasse wurde jedoch längst erodiert. Der Beginn des Riffwachstums an der Ostseite des Karlhochkogels reicht mindestens bis ins Lacium zurück. Im Osten/Südosten der Mitteralpe geht der Dachsteinkalk in die Beckenfazies des Aflenzer Kalks über.

## Wandern und Klettern
Die Wege auf bzw. über die Mitteralm sind grundsätzlich relativ schwer zu begehen bzw. oft unmarkiert (zumindest Schwierigkeitsgrade T2 oder T3 auf der SAC-Wanderskala). Auf dem Plateau kann die Orientierung bei Nebel problematisch sein, die gewellte Oberfläche, Karstformationen und Latschenkiefernbestände ermöglichen oft kein geradliniges Vorwärtskommen. 
Der wichtigste und einfachste Weg verbindet den Zlackensattel im Südosten (aus Richtung Aflenzer Bürgeralm) quer über die Mitteralm mit dem Fölzsattel. Dazu führt er über die Nordwestecke der Mitteralm hinab, die abgestuft und dadurch leichter zu begehen ist. Am Fölzsattel schließt dieser Weg an den Europäischen Fernwanderweg E6 an. Rund einen Kilometer westlich des Fölzsattels befindet sich die Voisthaler Hütte, die Wegzeit von der Aflenzer Bürgeralm dorthin beträgt ungefähr vier Stunden. Vom Fölzboden im Süden (Gasthof Schwabenbartl) ist die Fölzalm (Grasserhütte) in 2 bis 2,5 Stunden erreichbar. Von der Fölzalm aus kann der beschriebene Weg via Fölzsattel über die Nordwestecke auf das Plateau gewählt werden, alternativ gibt es von der Fölzalm einen direkten, aber anspruchsvollen Steig durch die sogenannte Ertlschlucht auf die Mitteralm. Ein sehr schwieriger Weg mit mehreren Kletterpassagen führt aus Richtung Seewiesen über die Nordostecke (Feistringstein, Feistringturm) auf das Plateau. Nicht ganz so schwierig, aber streckenweise kaum zu finden und mitunter sehr steil ist der Weg vom Gasthof Schwabenbartl durch den Endriegelgraben auf den Zlackensattel.
Neben dem Bergwandern bieten die steilen Wände der Mitteralm vor allem viel Potential für das Freiklettern. Herausfordernde Routen bis hin zum damals höchsten Grad VI+ der UIAA-Schwierigkeitsskala an Schartenspitze, Winkelkogel und Hofertalturm wurden in den 1930ern von Fritz Sikorovsky erstbegangen.

Ansichten
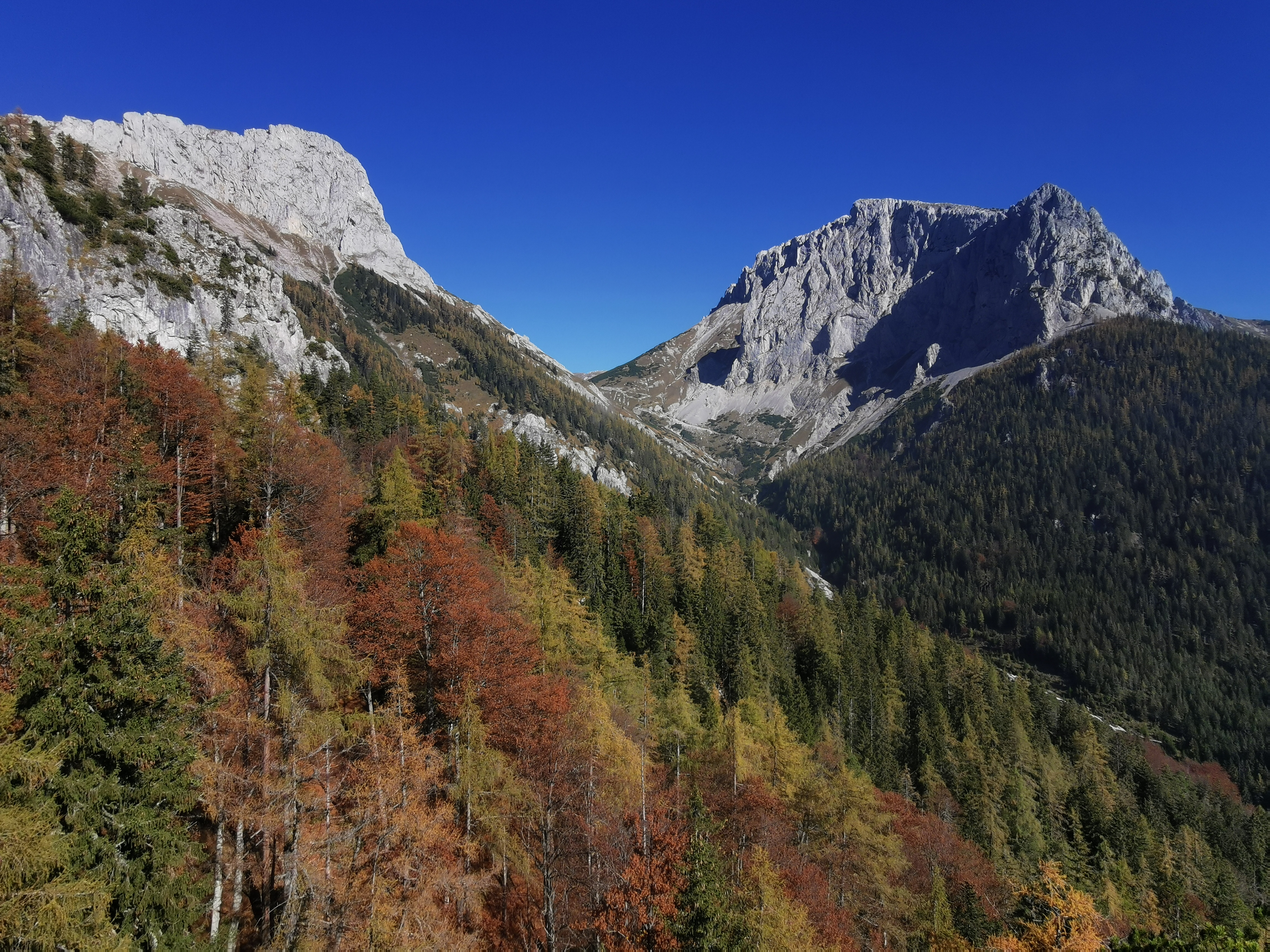
Rechts die Südecke der Mitteralm mit v. r. n. l. Mitteralmturm, Kl. Winkelkogel und Schartenspitze, links der Fölzstein. Blick von Südwesten, dazwischen der Weg vom Fölzboden auf die Fölzalm
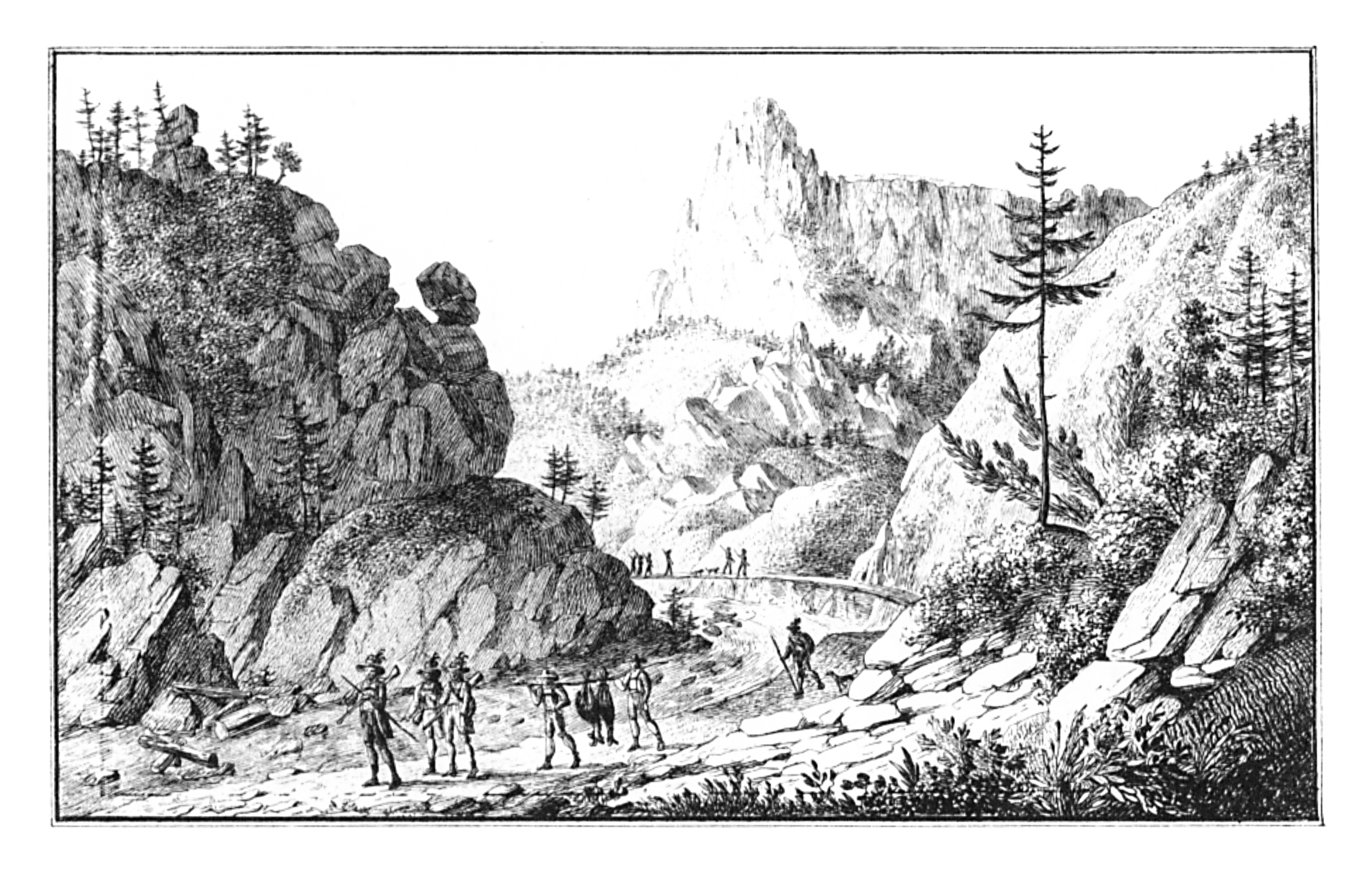
Ähnliche Ansicht wie links: Fölzboden/Fölzklamm und Mitteralmturm um 1830
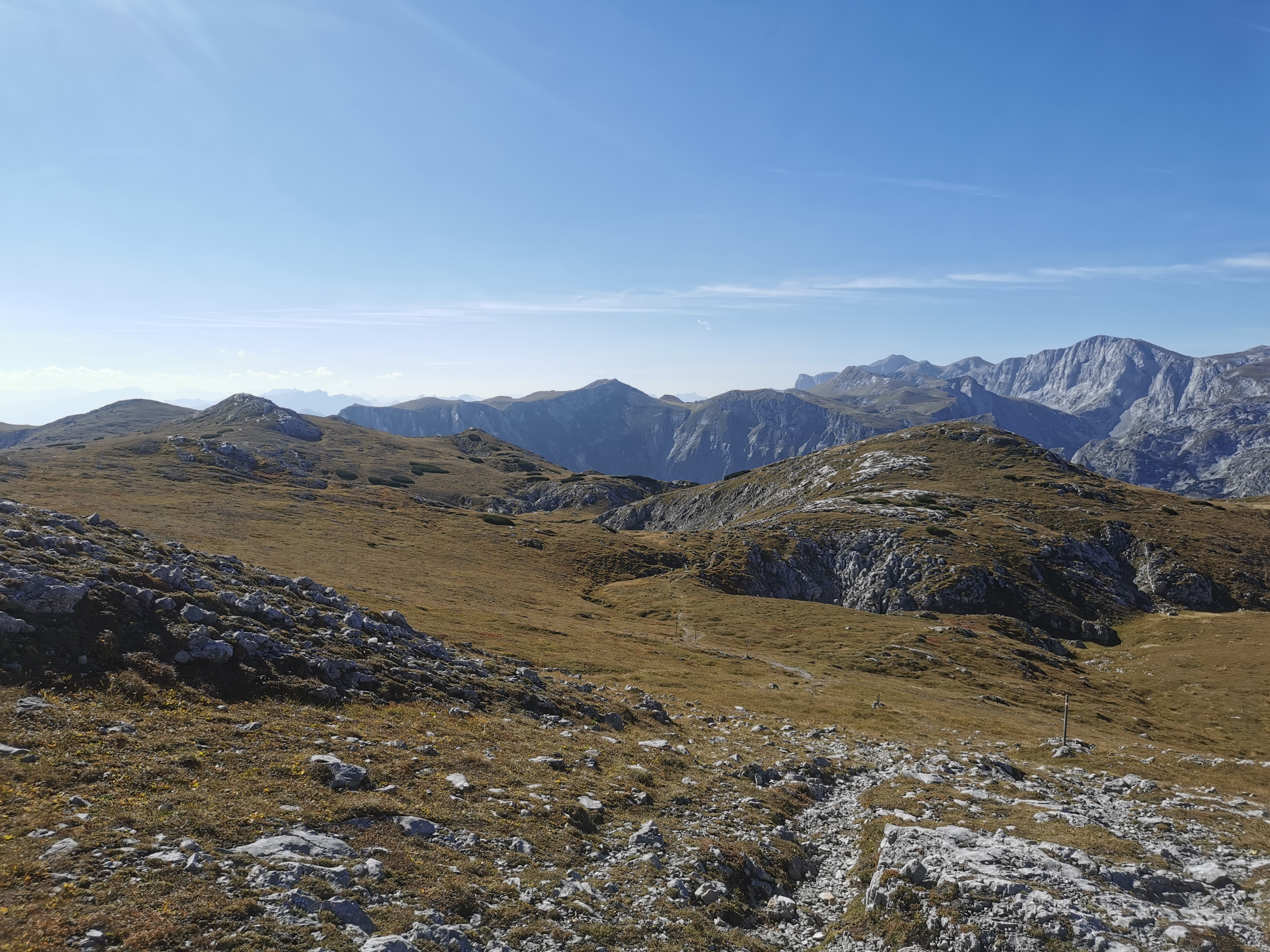
Karstformationen auf der Mitteralm, im Hintergrund links die Karlalm (Karlhochkogel), rechts der Hochschwab
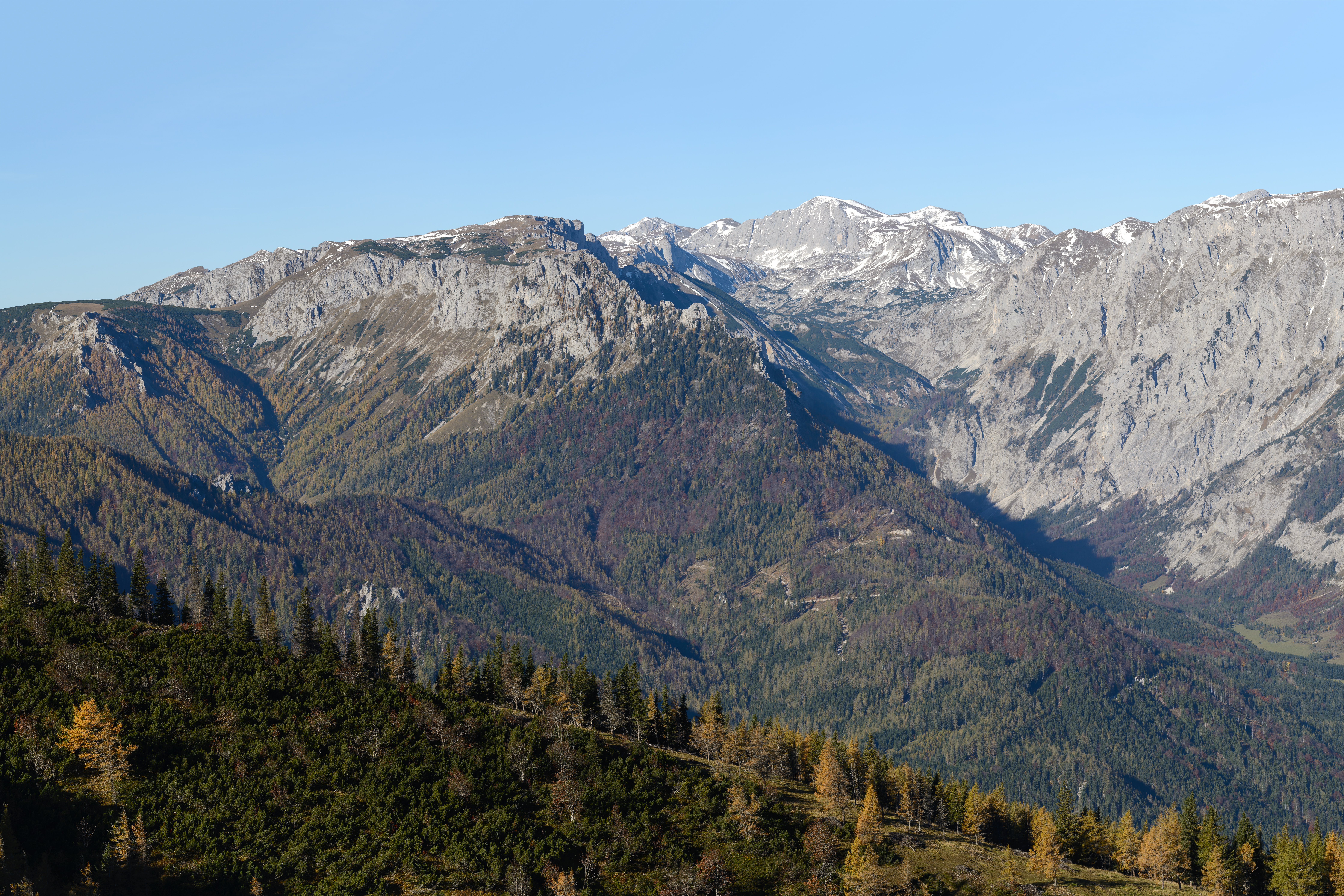
Blick von Südost auf v. l. n. r. Zlackensattel, Ostecke der Mitteralm (Feistringturm, Feistringstein), Ringkamp (hinten), Untere Dullwitz und Teil der Aflenzer Staritzen
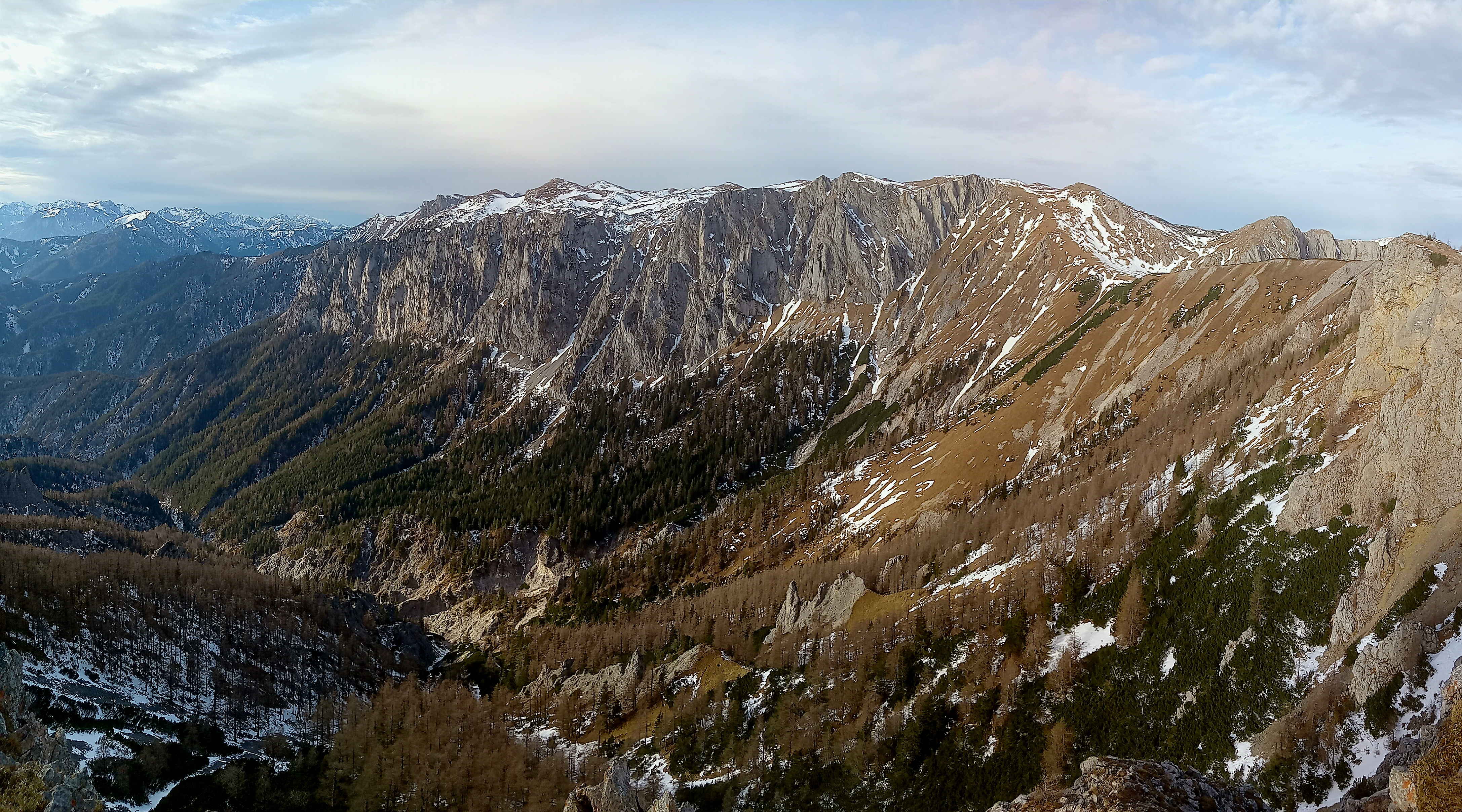
Blick von der Windgrube (Aflenzer Bürgeralm) nach Nordwesten über den Endriegelgraben auf die Südseite der Mitteralm, rechts der Zlackensattel